# PlayStation Productions
PlayStation Productions, LLC est une société de production américaine appartenant à Sony Interactive Entertainment.  Elle a été créée en 2019 dans le but d'adapter les franchises de jeux vidéo de PlayStation Studios en films et séries télévisée, en coordination avec avec les filiales cinéma et télévisée du studio Sony Pictures Entertainment.

## Histoire
Sony Interactive Entertainment a lancé PlayStation Productions en 2019, en adaptant les franchises de jeux vidéo de la société en films et émissions de télévision. L'accent a été mis sur la coordination entre les départements cinéma et télévision de Sony Pictures avec les studios de développement de jeux vidéo de PlayStation Studios.
En décembre 2020, Tony Vinciquerra, président-directeur général de Sony Pictures, a révélé que Sony travaillait sur trois films et sept émissions de télévision fondés sur le contenu du jeu vidéo PlayStation.
Le premier film produit par PlayStation Productions était Uncharted, basé sur la franchise de jeux vidéo de Naughty Dog, sorti en salles le 18 février 2022. Gran Turismo, basé sur la série de jeux vidéo de simulation de course de Polyphony Digital, est sorti en salles en France le 9 août 2023. Des adaptations de longs métrages du jeu vidéo Ghost of Tsushima de Sucker Punch Productions, Days Gone de Bend Studio, et Gravity Rush de Japan Studio, sont actuellement en préparation,,.
En février 2022, une adaptation cinématographique de Jak and Daxter s'est révélée être en développement avec le réalisateur d'Uncharted Ruben Fleischer collaborant sur le film avec Naughty Dog,.
La première série télévisée de PlayStation Productions était une adaptation de The Last of Us de Naughty Dog, diffusée sur HBO du 15 janvier au 12 mars 2023. Plus tard en janvier 2023, HBO a annoncé que la série avait été renouvelée pour une deuxième saison. Twisted Metal, une adaptation télévisée de la franchise de combat de véhicules, est actuellement en postproduction pour une sortie sur Peacock en 2023. Des séries télévisées, basé sur la franchise, God of War de Santa Monica Studio pour Amazon Prime Video et la série Horizon de Guerrilla Games pour Netflix, sont en préparation,,.

## Filmographie

### Films
- 2022 : Uncharted de Ruben Fleischer[13],[14]
- 2023 : Gran Turismo de Neill Blomkamp[15],[16]
- 2025 : Until Dawn : La mort sans fin (Until Dawn) de David F. Sandberg

En développement
- 2026 : film Resident Evil sans titre de Zach Cregger
- Ghost of Tsushima de Chad Stahelski[17]
- Days Gone[18]
- Gravity Rush de Anna Mastro

### Télévision

#### Séries télévisées
- depuis 2023 : The Last of Us[19]
- depuis 2023[20] : Twisted Metal[21]

En développement
- God of War[22]